# Şiran
Şiran là một huyện thuộc tỉnh Gümüşhane, Thổ Nhĩ Kỳ. Huyện có diện tích 928 km² và dân số thời điểm năm 2007 là 18595 người, mật độ 20 người/km².